# Tibouamouchine
Seddouk ouadda est un village de Kabylie situé à environ 200 km à l'est de la capitale Alger. Le village est situé dans le massif montagneux des Bibans.
Seddouk ouadda est un village de la commune de Seddouk dans la wilaya de Béjaïa.